# Djevojčica
Djevojčica je osoba ženskoga spola od rođenja kroz djetinjstvo do adolescencije, kada postaje djevojka i do odrastanja, kada postaje žena. 
Svako se dijete različito razvija, no osobito je primjetna razlika u razvoju djevojčica i dječaka. Djeca postaju svjesna svog spola do dobi od 3 godine. Djevojčice mnogo ranije počinju shvaćati što je zapravo odijevanje i izražavaju želju za šarenijom odjećom. Također, djevojčice ranije razvijaju socijalne vještine i sklonije su igri s drugom djecom, dok kod dječaka ta potreba dolazi nešto kasnije. Prosječno pubertet u djevojčica započinje u 10. ili 11. godini, a u dječaka u 12. ili 13. godini i traje 2,5 godine. To je razdoblje promjena, diferencijacija u tjelesnim karakteristikama (kostur, masa i masno tkivo) između spolova. U ovom razdoblju ljudskog života, energetske i nutritivne potrebe čovjeka su najveće.
Status djevojčica u bilo kojem društvu obično je usko povezan sa statusom žena u toj kulturi. U kulturama u kojima žene imaju nizak društveni položaj, država može manje ulagati u usluge za djevojčice. Odgoj djevojčica kreće se od relativno istog kao i kod dječaka do potpune spolne segregacije i potpuno različitih uloga. 
Formalno obrazovanje djevojčica tradicionalno se smatralo daleko manje važnim od obrazovanja dječaka. U Europi su iznimke bile rijetke prije izuma tiskarskog stroja, a nakon toga se raširila i poboljšala pismenost. Jedna značajna iznimka od općeg zanemarivanja pismenosti djevojčica bila je engleska kraljica Elizabeta I. Školovala se na latinskom, grčkom, španjolskom, francuskom, učila se filozofiji, povijesti, matematici i glazbi. Visokokvalitetno obrazovanje pomoglo joj je da postane uspješna vladarica. Obrazovanje u doba prosvjetiteljstva u Francuskoj dovelo je do toga da je do trećine žena postalo pismeno u vrijeme Francuske revolucije, za razliku od otprilike polovine muškaraca u to doba. Međutim, obrazovanje se još uvijek nije smatralo toliko važnim za djevojčice kao za dječake koji su se školovali za zanimanja koja su i dalje bila zatvorena za žene, a djevojčice nisu primane u srednje škole u Francuskoj do kraja 19. stoljeća. Djevojke nisu imale pravo dobiti diplomu mature u Francuskoj sve do reformi 1924. pod vodstvom ministra obrazovanja Léona Bérarda. U mnogim europskim zemljama obrazovanje djevojčica bilo je ograničeno do 1970-ih, posebno na višim razinama. To se često radilo podučavanjem različitih predmeta za svaki spol, pogotovo jer se tercijarno obrazovanje prvenstveno smatralo za muškarce, posebno s obzirom na tehničko obrazovanje. Primjerice, prestižne inženjerske škole, poput École Polytechnique, nisu dopuštale obrazovanje žena sve do 1970.-ih.